# 3e étape du Tour de France Femmes 2025
Pour un article plus général, voir Tour de France Femmes 2025.
La 3e étape du Tour de France Femmes 2025 se déroule le lundi 28 juillet 2025 entre La Gacilly et Angers, sur une distance de 163,5 kilomètres.

## Parcours
La troisième étape s'étend sur 163 kilomètres entre La Gacilly et Angers, constituant l'étape la plus plate de cette édition. Après deux journées exigeantes, ce parcours offre enfin un terrain favorable aux pures sprinteuses, avec peu de reliefs pour perturber la hiérarchie. Les équipes spécialisées dans les arrivées massives devraient tenter de contrôler la course afin de provoquer un sprint final à Angers, ville réputée pour son accueil des finisseurs. Malgré la possibilité d'un vent capricieux dans la région, tous les ingrédients sont réunis pour une explication entre les meilleures sprinteuses du peloton, dans une étape déterminante pour le classement du maillot vert.

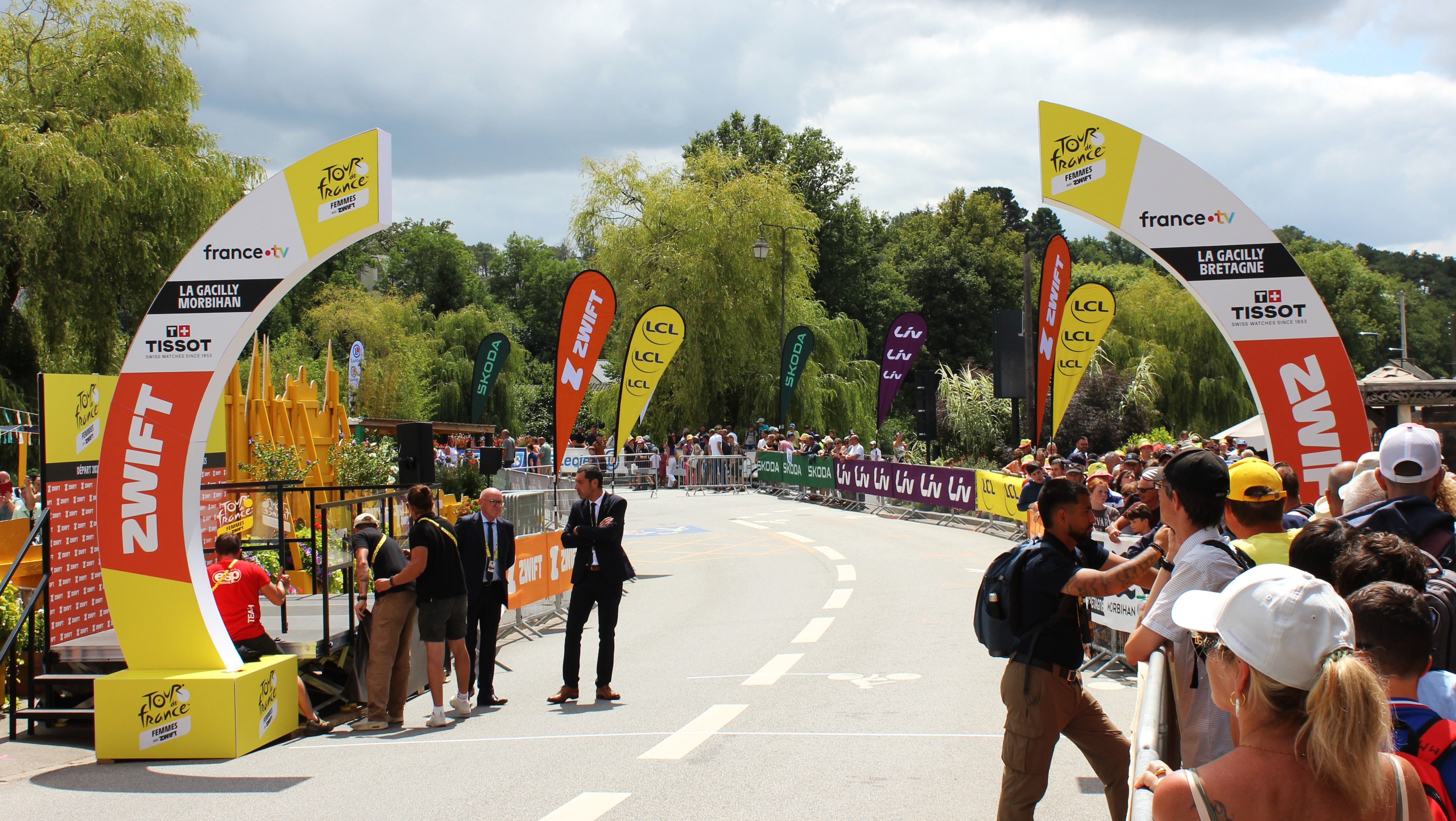
Ligne de départ à La Gacilly
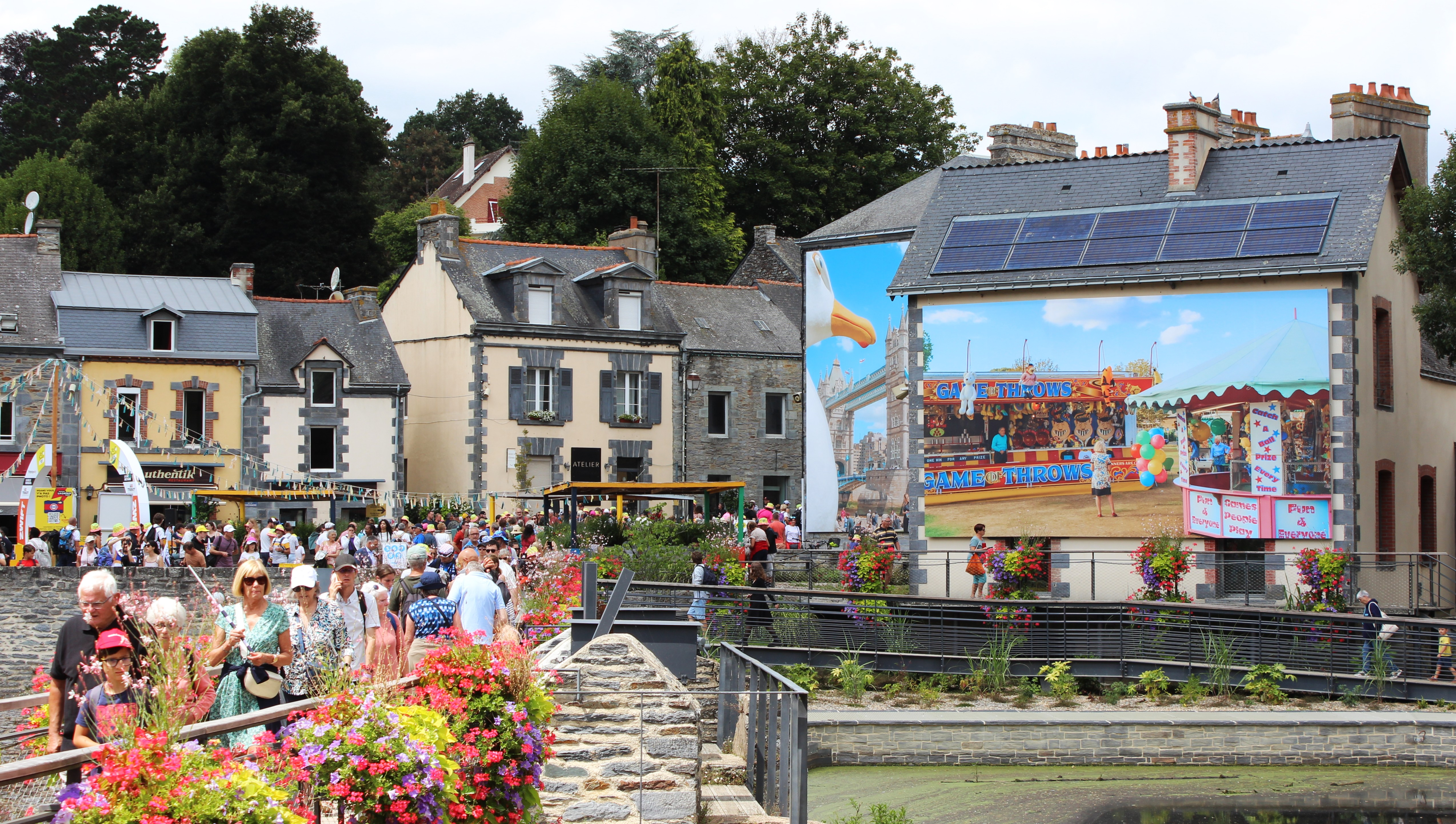
Pont sur l'Aff à La Gacilly
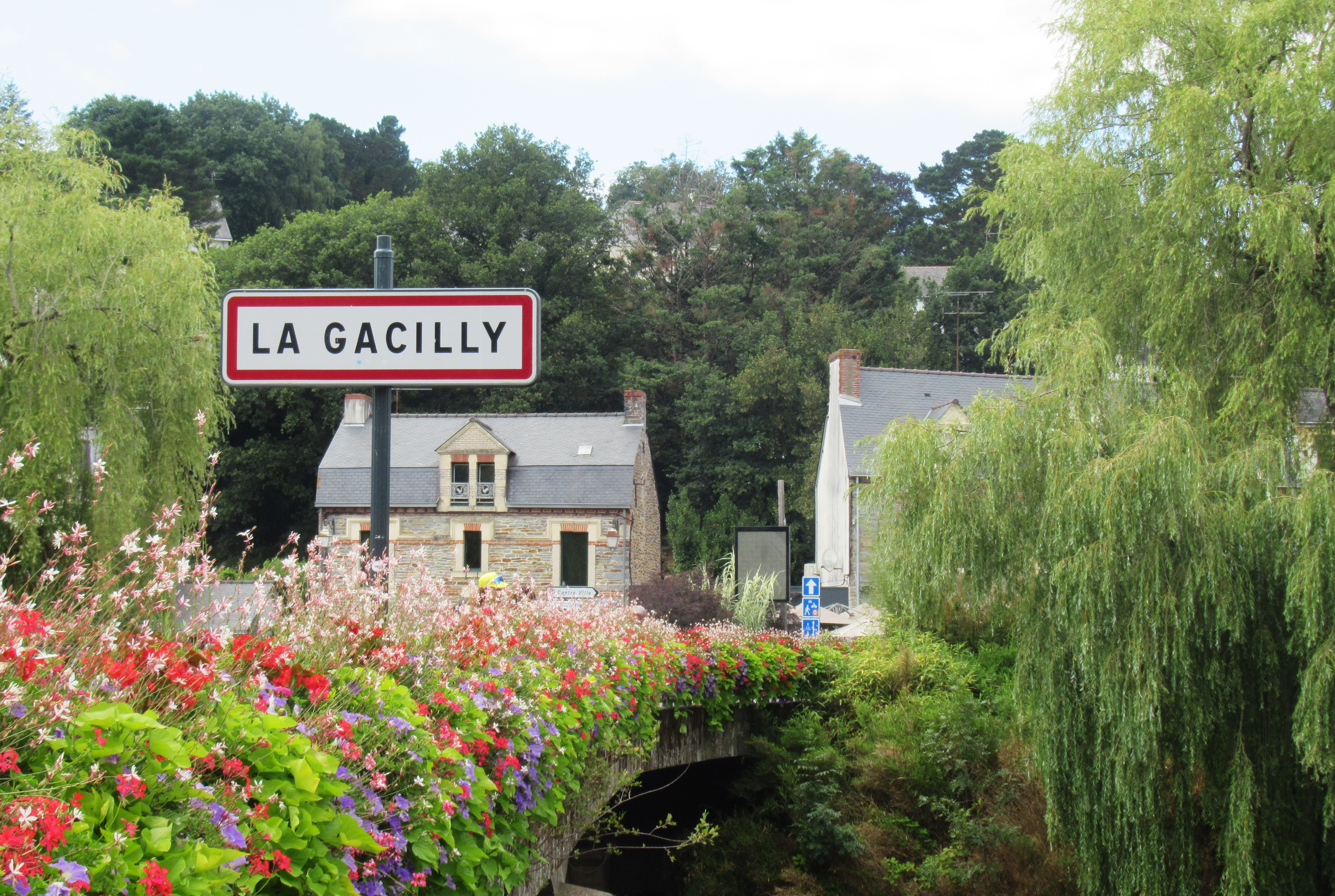
Pont sur l'Aff à La Gacilly

## Déroulement de la course
Après une vingtaine de kilomètres de bataille, une échappée de quatre coureuses parvient à partir. Composée d'Alison Jackson, Sara Martín, Catalina Soto et de la Française Clémence Latimier. Dans la côte de la Richardière, l'unique difficulté de la journée, Jackson accélère et passe facilement en tête devant Martín. L'échappée se relaie bien et prend plusieurs minutes d'avance sur un peloton où cinq coureuses ont chuté. Une nouvelle fois, Maëva Squiban est prise dans cet accrochage mais se relève et réintègre le peloton. Ce dernier reste plutôt calme dans le milieu de l'étape si bien que l'échappée compte encore 30 s d'avance à 14 kilomètres de l'arrivée. Sous l'arche des 10 kilomètres, Martín place une première accélération fatale pour Latimier ; quelques mètres plus loin, l'échappée se désorganise totalement et les trois coureuses s'attaquent une à une. Soto parvient dans un premier temps à s'extraire mais ses deux poursuivantes ne lâchent pas et reviennent sur la Chilienne à 6 kilomètres de l'arrivée. Dès lors, l'échappée ne s'entend plus et le peloton les rattrape. À 3,5 kilomètres de l'arrivée, une chute massive survient et envoie la plupart des favorites à terre. Demi Vollering, Katarzyna Niewiadoma et Elisa Balsamo sont prises dans la chute tandis qu'un petit groupe d'une vingtaine d'unités où ne figurent pas le maillot jaune s'envole pour se jouer la victoire. Lorena Wiebes s'impose finalement devant Marianne Vos. Niewiadoma franchit la ligne 30 s plus tard et Vollering avec plus de 6 min de retard. Cependant, cet incident survenant dans les 5 000 derniers mètres, les commissaires décident de mettre l'ensemble des coureuses dans le même temps,.
Avec un moyenne de course de 44,232 km/h, cette étape devient la plus rapide de l'histoire du Tour de France Femmes,.

## Résultats
Cette section présente les résultats et prix obtenus au cours de l'étape.

### Classement de l'étape
| Classement de la 3e étape | Classement de la 3e étape    | Classement de la 3e étape | Classement de la 3e étape | Classement de la 3e étape |
|                           | Coureur                      | Pays                      | Équipe                    | Temps                     |
| ------------------------- | ---------------------------- | ------------------------- | ------------------------- | ------------------------- |
| 1er                       | Lorena Wiebes                | Pays-Bas                  | SD Worx-Protime           | en 3 h 41 min 47 s        |
| 2e                        | Marianne Vos                 | Pays-Bas                  | Visma-Lease a Bike        | + 0 s                     |
| 3e                        | Ally Wollaston               | Nouvelle-Zélande          | FDJ-Suez                  | + 0 s                     |
| 4e                        | Megan Jastrab                | États-Unis                | Picnic PostNL             | + 0 s                     |
| 5e                        | Liane Lippert                | Allemagne                 | Movistar                  | + 0 s                     |
| 6e                        | Shari Bossuyt                | Belgique                  | AG Insurance-Soudal       | + 0 s                     |
| 7e                        | Eline Jansen                 | Pays-Bas                  | VolkerWessels             | + 0 s                     |
| 8e                        | Katarzyna Niewiadoma-Phinney | Pologne                   | Canyon-SRAM zondacrypto   | + 0 s                     |
| 9e                        | Noemi Rüegg                  | Suisse                    | EF Education-Oatly        | + 0 s                     |
| 10e                       | Lucinda Brand                | Pays-Bas                  | Lidl-Trek                 | + 0 s                     |
| modifier                  |                              |                           |                           |                           |

### Bonifications en temps
|   | Coureuse       | Pays             | Équipe             | Secondes |
| - | -------------- | ---------------- | ------------------ | -------- |
| 1 | Lorena Wiebes  | Pays-Bas         | SD Worx-Protime    | 10 s     |
| 2 | Marianne Vos   | Pays-Bas         | Visma-Lease a Bike | 6 s      |
| 3 | Ally Wollaston | Nouvelle-Zélande | FDJ-Suez           | 4 s      |

### Points attribués
| Sprint intermédiaire Vern-d'Anjou (km 123,9) | Sprint intermédiaire Vern-d'Anjou (km 123,9) | Sprint intermédiaire Vern-d'Anjou (km 123,9) | Sprint intermédiaire Vern-d'Anjou (km 123,9) | Sprint intermédiaire Vern-d'Anjou (km 123,9) |
| -------------------------------------------- | -------------------------------------------- | -------------------------------------------- | -------------------------------------------- | -------------------------------------------- |
|                                              | Coureur                                      | Pays                                         | Équipe                                       | Point(s)                                     |
| 1er                                          | Alison Jackson                               | Canada                                       | EF Education-Oatly                           | 25                                           |
| 2e                                           | Catalina Soto Campos                         | Chili                                        | Laboral Kutxa-Fundación Euskadi              | 20                                           |
| 3e                                           | Clémence Latimier                            | France                                       | Arkéa-B&B Hotels                             | 17                                           |
| 4e                                           | Sara Martín                                  | Espagne                                      | Movistar                                     | 15                                           |
| 5e                                           | Lorena Wiebes                                | Pays-Bas                                     | SD Worx-Protime                              | 13                                           |
| 6e                                           | Marianne Vos                                 | Pays-Bas                                     | Visma-Lease a Bike                           | 11                                           |
| 7e                                           | Demi Vollering                               | Pays-Bas                                     | FDJ-Suez                                     | 10                                           |
| 8e                                           | Eva van Agt                                  | Pays-Bas                                     | Visma-Lease a Bike                           | 9                                            |
| 9e                                           | Mischa Bredewold                             | Pays-Bas                                     | SD Worx-Protime                              | 8                                            |
| 10e                                          | Blanka Vas                                   | Hongrie                                      | SD Worx-Protime                              | 7                                            |
| 11e                                          | Lotte Kopecky                                | Belgique                                     | SD Worx-Protime                              | 6                                            |
| 12e                                          | Karlijn Swinkels                             | Pays-Bas                                     | UAE ADQ                                      | 5                                            |
| 13e                                          | Susanne Andersen                             | Norvège                                      | Uno-X Mobility                               | 4                                            |
| 14e                                          | Marie Le Net                                 | France                                       | FDJ-Suez                                     | 3                                            |
| 15e                                          | Lara Gillespie                               | Irlande                                      | UAE ADQ                                      | 2                                            |
| modifier                                     |                                              |                                              |                                              |                                              |

| Arrivée d'étape Angers (km 163,5) | Arrivée d'étape Angers (km 163,5) | Arrivée d'étape Angers (km 163,5) | Arrivée d'étape Angers (km 163,5)  | Arrivée d'étape Angers (km 163,5) |
| --------------------------------- | --------------------------------- | --------------------------------- | ---------------------------------- | --------------------------------- |
|                                   | Coureur                           | Pays                              | Équipe                             | Point(s)                          |
| 1er                               | Lorena Wiebes                     | Pays-Bas                          | SD Worx-Protime                    | 50                                |
| 2e                                | Marianne Vos                      | Pays-Bas                          | Visma-Lease a Bike                 | 30                                |
| 3e                                | Ally Wollaston                    | Nouvelle-Zélande                  | FDJ-Suez                           | 20                                |
| 4e                                | Megan Jastrab                     | États-Unis                        | Picnic PostNL                      | 18                                |
| 5e                                | Liane Lippert                     | Allemagne                         | Movistar                           | 16                                |
| 6e                                | Shari Bossuyt                     | Belgique                          | AG Insurance-Soudal                | 14                                |
| 7e                                | Eline Jansen                      | Pays-Bas                          | VolkerWessels                      | 12                                |
| 8e                                | Katarzyna Niewiadoma-Phinney      | Pologne                           | Canyon-SRAM zondacrypto            | 10                                |
| 9e                                | Noemi Rüegg                       | Suisse                            | EF Education-Oatly                 | 8                                 |
| 10e                               | Lucinda Brand                     | Pays-Bas                          | Lidl-Trek                          | 7                                 |
| 11e                               | Kaja Rysz                         | Pologne                           | Roland Le Dévoluy                  | 6                                 |
| 12e                               | Alicia González Blanco            | Espagne                           | St Michel-Preference Home-Auber 93 | 5                                 |
| 13e                               | Anna van der Breggen              | Pays-Bas                          | SD Worx-Protime                    | 4                                 |
| 14e                               | Élise Chabbey                     | Suisse                            | FDJ-Suez                           | 3                                 |
| 15e                               | Jelena Erić                       | Serbie                            | Movistar                           | 2                                 |
| modifier                          |                                   |                                   |                                    |                                   |

### Cols et côtes
| \| Côte de la Richardière (km 34,1) 4e catégorie (1,7 km à 4,6 %) \| Côte de la Richardière (km 34,1) 4e catégorie (1,7 km à 4,6 %) \| Côte de la Richardière (km 34,1) 4e catégorie (1,7 km à 4,6 %) \| Côte de la Richardière (km 34,1) 4e catégorie (1,7 km à 4,6 %) \| Côte de la Richardière (km 34,1) 4e catégorie (1,7 km à 4,6 %) \| \| -------------------------------------------------------------- \| -------------------------------------------------------------- \| -------------------------------------------------------------- \| -------------------------------------------------------------- \| -------------------------------------------------------------- \| \| \| Coureur \| Pays \| Équipe \| Point(s) \| \| 1er \| Alison Jackson \| Canada \| EF Education-Oatly \| 2 \| \| 2e \| Sara Martín \| Espagne \| Movistar \| 1 \| \| modifier \| \| \| \| \| |                |         |                    |          |
| Côte de la Richardière (km 34,1) 4e catégorie (1,7 km à 4,6 %) |                |         |                    |          |
| | Coureur        | Pays    | Équipe             | Point(s) |
| 1er | Alison Jackson | Canada  | EF Education-Oatly | 2        |
| 2e | Sara Martín    | Espagne | Movistar           | 1        |
| modifier |                |         |                    |          |

### Prix de la combativité
- Clémence Latimier (Arkéa-B&B Hotels)

## Classements à l'issue de l'étape
Cette section présente le classement général et les différents classements annexes à l'issue de l'étape.

### Classement général
| Classement général | Classement général           | Classement général | Classement général      | Classement général |
|                    | Coureur                      | Pays               | Équipe                  | Temps              |
| ------------------ | ---------------------------- | ------------------ | ----------------------- | ------------------ |
| 1er                | Marianne Vos                 | Pays-Bas           | Visma-Lease a Bike      | en 8 h 19 min 6 s  |
| 2e                 | Kim Le Court Pienaar         | Maurice            | AG Insurance-Soudal     | + 6 s              |
| 3e                 | Pauline Ferrand-Prévot       | France             | Visma-Lease a Bike      | + 12 s             |
| 4e                 | Katarzyna Niewiadoma-Phinney | Pologne            | Canyon-SRAM zondacrypto | + 16 s             |
| 5e                 | Lorena Wiebes                | Pays-Bas           | SD Worx-Protime         | + 16 s             |
| 6e                 | Demi Vollering               | Pays-Bas           | FDJ-Suez                | + 19 s             |
| 7e                 | Anna van der Breggen         | Pays-Bas           | SD Worx-Protime         | + 21 s             |
| 8e                 | Puck Pieterse                | Pays-Bas           | Fenix-Deceuninck        | + 21 s             |
| 9e                 | Pauliena Rooijakkers         | Pays-Bas           | Fenix-Deceuninck        | + 25 s             |
| 10e                | Niamh Fisher-Black           | Nouvelle-Zélande   | Lidl-Trek               | + 25 s             |
| modifier           |                              |                    |                         |                    |

| Classement par points | Classement par points        | Classement par points | Classement par points   | Classement par points |
| --------------------- | ---------------------------- | --------------------- | ----------------------- | --------------------- |
|                       | Coureur                      | Pays                  | Équipe                  | Point(s)              |
| 1er                   | Lorena Wiebes                | Pays-Bas              | SD Worx-Protime         | 130 points            |
| 2e                    | Marianne Vos                 | Pays-Bas              | Visma-Lease a Bike      | 112 pts               |
| 3e                    | Kim Le Court Pienaar         | Maurice               | AG Insurance-Soudal     | 55 pts                |
| 4e                    | Demi Vollering               | Pays-Bas              | FDJ-Suez                | 53 pts                |
| 5e                    | Katarzyna Niewiadoma-Phinney | Pologne               | Canyon-SRAM zondacrypto | 47 pts                |
| 6e                    | Franziska Koch               | Allemagne             | Picnic PostNL           | 45 pts                |
| 7e                    | Anna van der Breggen         | Pays-Bas              | SD Worx-Protime         | 41 pts                |
| 8e                    | Eline Jansen                 | Pays-Bas              | VolkerWessels           | 36 pts                |
| 9e                    | Liane Lippert                | Allemagne             | Movistar                | 35 pts                |
| 10e                   | Pauline Ferrand-Prévot       | France                | SD Worx-Protime         | 33 pts                |
| modifier              |                              |                       |                         |                       |

| Classement de la meilleure grimpeuse | Classement de la meilleure grimpeuse | Classement de la meilleure grimpeuse | Classement de la meilleure grimpeuse | Classement de la meilleure grimpeuse |
| ------------------------------------ | ------------------------------------ | ------------------------------------ | ------------------------------------ | ------------------------------------ |
|                                      | Coureur                              | Pays                                 | Équipe                               | Point(s)                             |
| 1er                                  | Élise Chabbey                        | Suisse                               | FDJ-Suez                             | 10 points                            |
| 2e                                   | Silke Smulders                       | Pays-Bas                             | Liv AlUla Jayco                      | 6 pts                                |
| 3e                                   | Alison Jackson                       | Canada                               | EF Education-Oatly                   | 2 pts                                |
| 4e                                   | Mavi García                          | Espagne                              | Liv AlUla Jayco                      | 2 pts                                |
| 5e                                   | Maud Rijnbeek                        | Pays-Bas                             | VolkerWessels                        | 2 pts                                |
| 6e                                   | Eline Jansen                         | Pays-Bas                             | VolkerWessels                        | 2 pts                                |
| 7e                                   | Eva van Agt                          | Pays-Bas                             | Visma-Lease a Bike                   | 1 pt                                 |
| 8e                                   | Sara Martín                          | Espagne                              | Movistar                             | 1 pt                                 |
| 9e                                   | Franziska Koch                       | Allemagne                            | Picnic PostNL                        | 1 pt                                 |
| modifier                             |                                      |                                      |                                      |                                      |

| Classement général de la meilleure jeune | Classement général de la meilleure jeune | Classement général de la meilleure jeune | Classement général de la meilleure jeune | Classement général de la meilleure jeune |
|                                          | Coureur                                  | Pays                                     | Équipe                                   | Temps                                    |
| ---------------------------------------- | ---------------------------------------- | ---------------------------------------- | ---------------------------------------- | ---------------------------------------- |
| 1er                                      | Julie Bego                               | France                                   | Cofidis                                  | en 8 h 20 min 0 s                        |
| 2e                                       | Nienke Vinke                             | Pays-Bas                                 | Picnic PostNL                            | + 22 s                                   |
| 3e                                       | Marion Bunel                             | France                                   | Visma-Lease a Bike                       | + 4 min 27 s                             |
| 4e                                       | Francesca Barale                         | Italie                                   | Picnic PostNL                            | + 7 min 2 s                              |
| 5e                                       | Titia Ryo                                | France                                   | Arkéa-B&B Hotels                         | + 9 min 17 s                             |
| 6e                                       | Imogen Wolff                             | Royaume-Uni                              | Visma-Lease a Bike                       | + 10 min 8 s                             |
| 7e                                       | Flora Perkins                            | Royaume-Uni                              | Fenix-Deceuninck                         | + 15 min 21 s                            |
| 8e                                       | Clémence Latimier                        | France                                   | Arkéa-B&B Hotels                         | + 15 min 53 s                            |
| 9e                                       | Millie Couzens                           | Royaume-Uni                              | Fenix-Deceuninck                         | + 17 min 6 s                             |
| 10e                                      | Maurène Trégouët                         | France                                   | Arkéa-B&B Hotels                         | + 25 min 25 s                            |
| modifier                                 |                                          |                                          |                                          |                                          |

| Classement par équipes | Classement par équipes  | Classement par équipes | Classement par équipes |
|                        | Équipe                  | Pays                   | Temps                  |
| ---------------------- | ----------------------- | ---------------------- | ---------------------- |
| 1re                    | FDJ-Suez                | France                 | en 24 h 58 min 52 s    |
| 2e                     | Canyon-SRAM zondacrypto | Allemagne              | + 57 s                 |
| 3e                     | Liv AlUla Jayco         | Australie              | + 59 s                 |
| 4e                     | SD Worx-Protime         | Pays-Bas               | + 1 min 53 s           |
| 5e                     | AG Insurance-Soudal     | Belgique               | + 2 min 4 s            |
| 6e                     | Visma-Lease a Bike      | Pays-Bas               | + 2 min 9 s            |
| 7e                     | Fenix-Deceuninck        | Belgique               | + 2 min 44 s           |
| 8e                     | Picnic PostNL           | Pays-Bas               | + 2 min 49 s           |
| 9e                     | Human Powered Health    | États-Unis             | + 3 min 9 s            |
| 10e                    | Lidl-Trek               | États-Unis             | + 4 min 9 s            |
| modifier               |                         |                        |                        |

## Abandon(s)
Une coureuse a abandonné au cours de l'étape : 
- Elisa Longo Borghini (UAE ADQ) : non partante[8].